# Pentathlon moderne aux Jeux olympiques d'été de 1928
Navigation
Paris 1924 Los Angeles 1932
La quatrième épreuve de pentathlon moderne fut organisée lors des Jeux olympiques d'été de 1924 à Amsterdam.

## Tableau des médailles pour le Pentathlon moderne
| Rang | Pays      | Médaille d'or | Médaille d'argent | Médaille de bronze | Total |
| ---- | --------- | ------------- | ----------------- | ------------------ | ----- |
| 1    | Suède     | 1             | 1                 | 0                  | 2     |
| 2    | Allemagne | 0             | 0                 | 1                  | 1     |

## Individuel homme
| Médaille | Nom          | Pays      |
| -------- | ------------ | --------- |
| or       | Sven Thofelt | Suède     |
| argent   | Bo Lindman   | Suède     |
| bronze   | Helmut Kahl  | Allemagne |